# 越中島站
越中島站（日语：／ Etchūjima eki */?）是位於日本東京都江東區越中島二丁目，屬於東日本旅客鐵道（JR東日本）京葉線的鐵路車站。車站編號是JE 03。此站除京葉線的列車外，還有途經西船橋站直通的武藏野線列車停靠。依據特定都區市內，本站屬於「東京都區內」。

## 構造
此站的車站管理委托JR東日本車站服務，是東京站管理的業務委託站。島式月台1面2線的地下車站。首班車 - 7時、10時 - 17時30分、20時 - 21時30分的時間不會有車站職員駐守。
本站設有自動售票機、自動閘機、自動精算機。一時期還設有MARS終端設備的綠窗口，在設置指定席售票機後停運。
此站的管轄為東京支社負責，此站與下一站潮見站之間是千葉支社的管轄邊界。本站設有4個地面出入口。
發車音樂是兩個月台共用的東洋Media Links製的「Verde Rayo V2」，不過經常還未播放完畢就遭到切斷。

### 月台配置
| 月台 | 路線     | 方向 | 目的地                   |
| ---- | -------- | ---- | ------------------------ |
| 1    | 京葉線   | 下行 | 舞濱、海濱幕張、蘇我方向 |
| 1    | 武藏野線 | -    | 舞濱、西船橋方向         |
| 2    | 京葉線   | 上行 | 東京方向                 |

（來源：JR東日本:車站構內圖 （页面存档备份，存于））

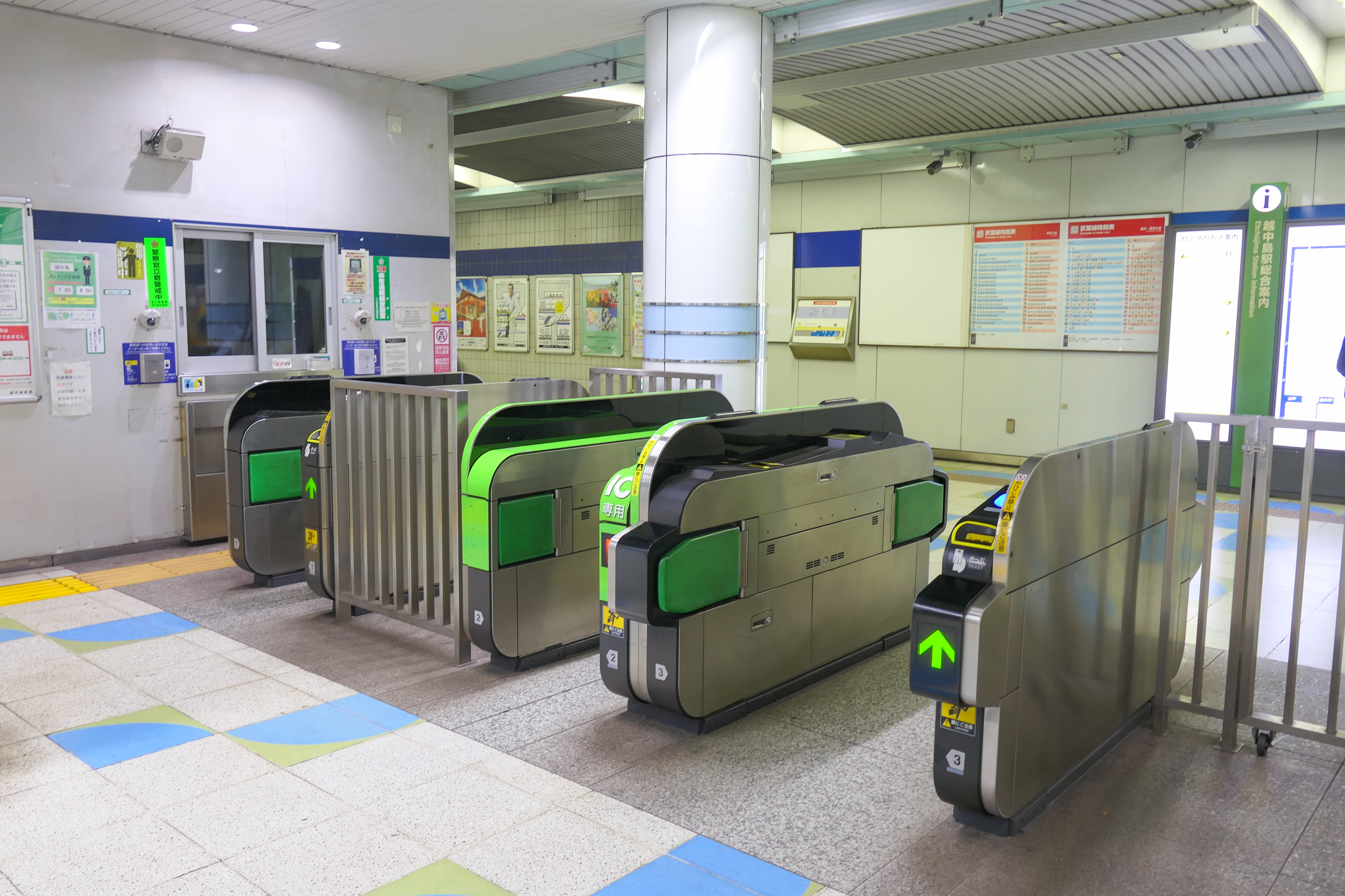
驗票口（2023年4月）
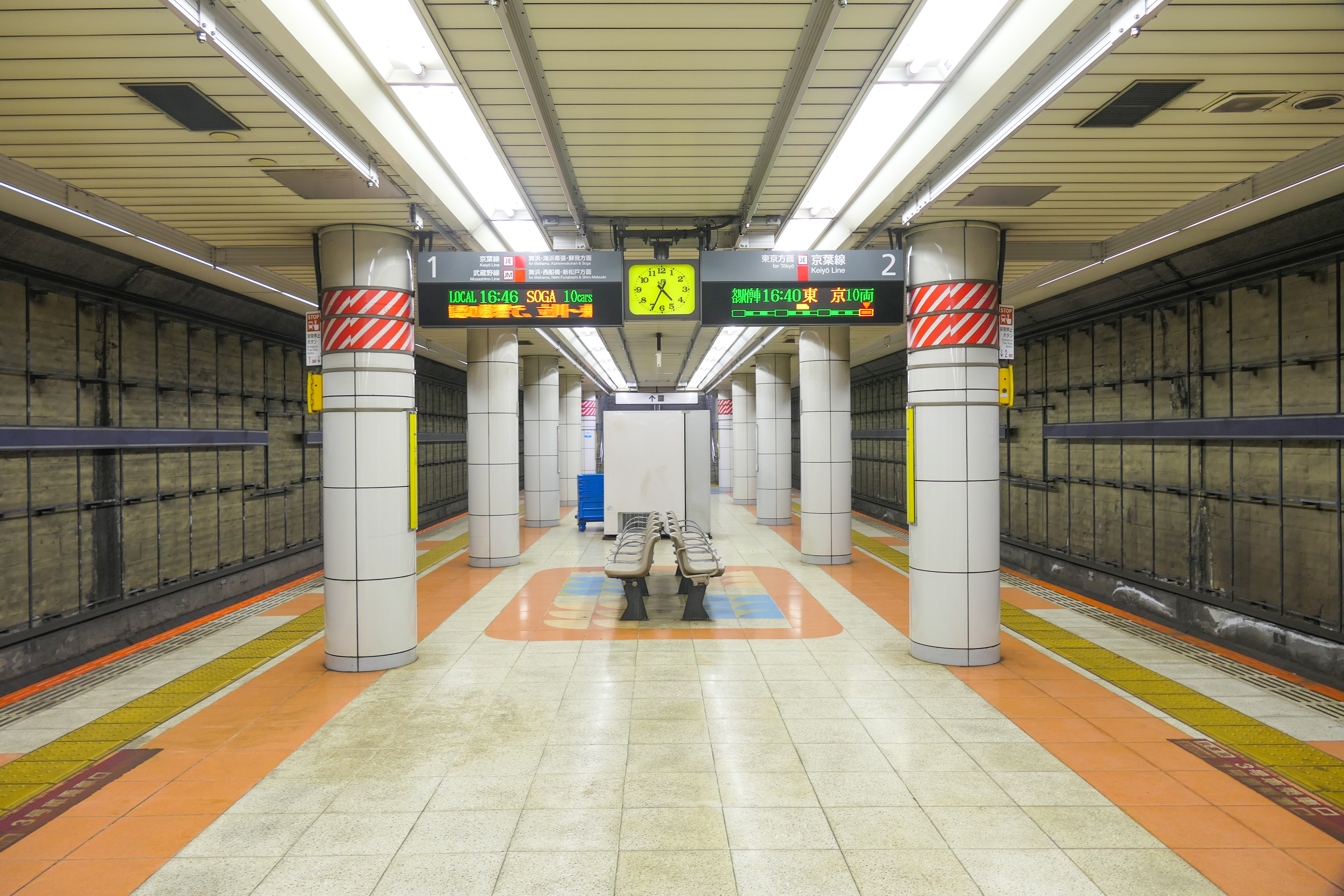
1號與2號月台（2023年4月）

## 利用狀況
2019年（令和元年）度的1日平均上車人次為5,910人。東京23區的JR車站當中使用人數最少。
近年的推移如下表。
| 年度               | 1日平均 上車人次 | 來源     |
| ------------------ | ---------------- | -------- |
| 1990年（平成02年） | 2,556            | [ * 1 ]  |
| 1991年（平成03年） | 2,926            | [ * 2 ]  |
| 1992年（平成04年） | 3,079            | [ * 3 ]  |
| 1993年（平成05年） | 3,214            | [ * 4 ]  |
| 1994年（平成06年） | 3,241            | [ * 5 ]  |
| 1995年（平成07年） | 3,279            | [ * 6 ]  |
| 1996年（平成08年） | 3,296            | [ * 7 ]  |
| 1997年（平成09年） | 3,318            | [ * 8 ]  |
| 1998年（平成10年） | 3,386            | [ * 9 ]  |
| 1999年（平成11年） | 3,563            | [ * 10 ] |
| 2000年（平成12年） | 3,650            | [ * 11 ] |
| 2001年（平成13年） | 3,537            | [ * 12 ] |
| 2002年（平成14年） | 3,571            | [ * 13 ] |
| 2003年（平成15年） | 3,728            | [ * 14 ] |
| 2004年（平成16年） | 3,780            | [ * 15 ] |
| 2005年（平成17年） | 3,879            | [ * 16 ] |
| 2006年（平成18年） | 4,060            | [ * 17 ] |
| 2007年（平成19年） | 3,981            | [ * 18 ] |
| 2008年（平成20年） | 3,930            | [ * 19 ] |
| 2009年（平成21年） | 3,874            | [ * 20 ] |
| 2010年（平成22年） | 4,011            | [ * 21 ] |
| 2011年（平成23年） | 4,137            | [ * 22 ] |
| 2012年（平成24年） | 4,230            | [ * 23 ] |
| 2013年（平成25年） | 4,569            | [ * 24 ] |
| 2014年（平成26年） | 4,725            | [ * 25 ] |
| 2015年（平成27年） | 5,028            | [ * 26 ] |
| 2016年（平成28年） | 5,229            | [ * 27 ] |
| 2017年（平成29年） | 5,502            | [ * 28 ] |
| 2018年（平成30年） | 5,735            | [ * 29 ] |
| 2019年（令和元年） | 5,910            |          |

## 歷史
車站原本名稱供貨物線使用，而本站建設中時站名為西越中島站，但隨著貨物車站改稱越中島貨物站，因此本站可改為越中島站作為站名。
- 1990年3月10日：車站開業。
- 2007年8月20日：取消綠窗口服務。

## 相鄰車站
東日本旅客鐵道
 京葉線
■通勤快速、■快速
通過
■各站停車（包括直通武藏野線）
八丁堀（JE 02）－越中島（JE 03）－潮見（JE 04）

### 使用情況
1. ↑  東京都統計年鑑 （页面存档备份，存于） - 東京都

JR東日本2000年度以後的上車人次
1. ↑  各駅の乗車人数（2000年度） （页面存档备份，存于） - JR東日本
2. ↑  各駅の乗車人数（2001年度） （页面存档备份，存于） - JR東日本
3. ↑  各駅の乗車人数（2002年度） （页面存档备份，存于） - JR東日本
4. ↑  各駅の乗車人数（2003年度） （页面存档备份，存于） - JR東日本
5. ↑  各駅の乗車人数（2004年度） （页面存档备份，存于） - JR東日本
6. ↑  各駅の乗車人数（2005年度） （页面存档备份，存于） - JR東日本
7. ↑  各駅の乗車人数（2006年度） （页面存档备份，存于） - JR東日本
8. ↑  各駅の乗車人数（2007年度） （页面存档备份，存于） - JR東日本
9. ↑  各駅の乗車人数（2008年度） （页面存档备份，存于） - JR東日本
10. ↑  各駅の乗車人数（2009年度） （页面存档备份，存于） - JR東日本
11. ↑  各駅の乗車人数（2010年度） （页面存档备份，存于） - JR東日本
12. ↑  各駅の乗車人数（2011年度） （页面存档备份，存于） - JR東日本
13. ↑  各駅の乗車人数（2012年度） （页面存档备份，存于） - JR東日本
14. ↑  各駅の乗車人数（2013年度） （页面存档备份，存于） - JR東日本
15. ↑  各駅の乗車人数（2014年度） （页面存档备份，存于） - JR東日本
16. ↑  各駅の乗車人員（2015年度） （页面存档备份，存于） - JR東日本
17. ↑  各駅の乗車人員（2016年度） （页面存档备份，存于） - JR東日本
18. ↑  各駅の乗車人員（2017年度） （页面存档备份，存于） - JR東日本
19. ↑  各駅の乗車人員（2018年度） （页面存档备份，存于） - JR東日本
20. ↑  各駅の乗車人員（2019年度） （页面存档备份，存于） - JR東日本

東京都統計年鑑
1. ↑  .   [2020-07-29]. （原始内容存档于2016-03-05）.
2. ↑  .   [2020-07-29]. （原始内容存档于2016-03-05）.
3. ↑  .   [2017-12-24]. （原始内容存档于2013-08-15）.
4. ↑  .   [2017-12-24]. （原始内容存档于2013-02-03）.
5. ↑  .   [2017-12-24]. （原始内容存档于2013-02-03）.
6. ↑  .   [2017-12-24]. （原始内容存档于2013-02-03）.
7. ↑  .   [2017-12-24]. （原始内容存档于2013-02-03）.
8. ↑  .   [2017-12-24]. （原始内容存档于2016-03-04）.
9. ↑  東京都統計年鑑（平成10年）PDF
10. ↑  東京都統計年鑑（平成11年）PDF
11. ↑  .   [2017-12-24]. （原始内容存档于2016-03-04）.
12. ↑  .   [2017-12-24]. （原始内容存档于2016-03-04）.
13. ↑  .   [2017-12-24]. （原始内容存档于2017-07-29）.
14. ↑  .   [2017-12-24]. （原始内容存档于2017-07-29）.
15. ↑  .   [2017-12-24]. （原始内容存档于2017-07-29）.
16. ↑  .   [2017-12-24]. （原始内容存档于2017-07-29）.
17. ↑  .   [2017-12-24]. （原始内容存档于2017-07-29）.
18. ↑  .   [2017-12-24]. （原始内容存档于2017-07-29）.
19. ↑  .   [2017-12-24]. （原始内容存档于2017-07-29）.
20. ↑  .   [2017-12-24]. （原始内容存档于2016-03-26）.
21. ↑  .   [2017-12-24]. （原始内容存档于2016-03-27）.
22. ↑  .   [2017-12-24]. （原始内容存档于2016-03-25）.
23. ↑  .   [2017-12-24]. （原始内容存档于2016-03-27）.
24. ↑  .   [2017-12-24]. （原始内容存档于2016-03-22）.
25. ↑  .   [2017-12-24]. （原始内容存档于2017-07-30）.
26. ↑  .   [2017-12-24]. （原始内容存档于2018-11-09）.
27. ↑  .   [2020-07-29]. （原始内容存档于2019-05-02）.
28. ↑  .   [2020-07-29]. （原始内容存档于2019-12-03）.
29. ↑  .   [2020-07-29]. （原始内容存档于2020-08-04）.

## 外部連結
- 車站資訊（越中島）：東日本旅客鐵道（日語）